# Parafia Matki Boskiej Częstochowskiej w Gdańsku
Parafia pw. Matki Boskiej Częstochowskiej w Gdańsku – parafia rzymskokatolicka usytuowana w Gdańsku. Należy do dekanatu Gdańsk-Wrzeszcz, który należy z kolei do archidiecezji gdańskiej. W parafii posługują Księża Pallotyni.
Proboszczem parafii od 29 sierpnia 2020 roku jest ks. dr Radosław Herka SAC. 

## Historia
- 1985 – ustanowienie parafii